# 1841年7月18日日食
1841年7月18日日食为一次在协调世界时1841年7月18日出現的日偏食。該次日食食分為0.6556。

## 概述
這次日食的食分是0.6556。

## 基本參數
- 類型：日偏食
- 食甚資料：
  - 日期：1841年7月18日
  - 時間：14時25分14秒
  - 地點：64N 106E
  - 食分：0.6556

## 外部連結
- NASA日食專頁（页面存档备份，存于）（英文）